# Zygogramma heterothecae
Zygogramma heterothecae är en skalbaggsart som beskrevs av Linell 1896. Zygogramma heterothecae ingår i släktet Zygogramma och familjen bladbaggar. Inga underarter finns listade i Catalogue of Life.